# Programa da Maisa
Programa da Maisa foi um talk show infanto-juvenil brasileiro produzido e exibido pelo SBT, apresentado por Maisa Silva e pelo humorista Oscar Filho. Estreou em 16 de março de 2019. Esse é o segundo talk show da emissora, que já produz o The Noite com Danilo Gentili, mas diferente deste, o programa era apresentado semanalmente. A 2.ª temporada estreou no dia 21 de Março de 2020, às 14:15 da tarde, com Caio Castro e Naiara Azevedo, terminando no dia 31 de outubro, com um especial em homenagem a apresentadora titular.

## Antecedentes
Maísa Silva até então já estava produzindo um programa exclusivamente para a internet denominado "Maisa Digital" exibido pelo canal online do SBT, mas devido ao bom desempenho como apresentadora, o projeto ganhou força para ser produzido para a televisão. Em 2018, Maisa já havia gravado 4 pilotos do futuro programa e um deles tinha a participação da jornalista do SBT Brasil, Rachel Sheherazade, que participou de uma brincadeira de perguntas e respostas num quadro da atração, além de contar detalhes sobre sua vida pessoal e profissional.
Em 6 de fevereiro de 2019, a atriz confirmou em seu perfil oficial do Instagram que o projeto foi aprovado e teria previsão de estreia para o mês de março, estando presente no pacote de novidades do SBT para o ano de 2019. O título escolhido a princípio foi "Maisera", o mesmo nome de seu canal oficial no YouTube.
Maisa foi descoberta aos três anos, quando participou de um quadro de calouros do Programa Raul Gil, na RecordTV e na Band entre 2005 e 2006. Ao ser contratada pelo SBT em 2007, apresentou os programas infantis da emissora, até 2011, obtendo sucesso nessa fase. Também possuía um quadro fixo denominado "Pergunte pra Maisa" voltado ao público infantil no Programa Silvio Santos entre os anos de 2008 e 2009. Apesar da aprovação do programa, Maisa afirmou que não iria desistir da carreira de atriz, na qual exercia desde 2012, quando foi co-protagonista da novela Carrossel.
Em 11 de fevereiro, foi determinado que o programa estrearia em 16 de março. Inicialmente, a ideia era que o programa fosse exibido às 18h15 substituindo a reprise da série Pássaros Feridos, mas temendo baixa audiência devido a forte concorrência na faixa, foi decidido que a atração seria exibida após o seriado Henry Danger devido ao excelente desempenho do mesmo na hora do almoço, às 14h15, fazendo com que o Programa Raul Gil passasse a ser exibido das 15h45 às 19h45, porém encerando às 19h20 para as praças que possuíam programação local. Em 13 de fevereiro, Silvio Santos determinou a mudança de nome do programa passando a se chamar "Programa da Maisa". Também foi determinado a duração do programa que passaria a ser de 60 minutos, empurrando o Raul Gil para o horário das 15h15, mas ainda encerrando às 19h45 para as praças sem programação local.
Em 28 de fevereiro de 2019, foi anunciada a contratação do humorista Oscar Filho para apresentar o programa ao lado de Maisa. Os convidados para a gravação do primeiro episódio foram Fernanda Souza e Matheus Ceará.
Em 11 de março de 2019, foi realizada a primeira coletiva de imprensa oficial do novo programa.
Antes mesmo do programa ir ao ar, 100% do espaço comercial havia sido vendido.

## Enredo
Nesse novo programa, Maisa Silva realizava entrevistas com dois convidados a cada programa, contando também com a participação do público. Além do bate-papo, os convidados também se divertiam com vários quadros malucos. A apresentadora tinha a ajuda de Oscar Filho como co-apresentador para animar as tardes de sábado.

## Exibição
O programa estreou sua 1ª temporada no dia 16 de março de 2019, sendo exibido todos os sábados na faixa horária das 14h15, com programas de duração por volta de 1 hora. A primeira temporada foi exibida até o dia 28 de dezembro de 2019.
A segunda temporada estreou em 21 de março de 2020. Entre os dias 4 de janeiro e 14 de março de 2020, foram exibidos os melhores momentos da temporada anterior.
Nas chamadas de estreia, o programa foi classificado como "livre para todos os públicos". Na estreia, o programa foi reclassificado como "não recomendado para menores de 12 anos". Porém no 2º episódio o programa voltou a ser reclassificado, desta vez, como "livre para todos os públicos", assim como previsto nas chamadas de estréia.
Foi exibido também pelo canal de TV por assinatura Fox Channel de 1º de junho a 28 de dezembro de 2019, às 16 horas, após uma parceria firmada com a rede.

## Fim do programa
Em 3 de outubro de 2020, a apresentadora titular anunciou sua saída do SBT após 13 anos na emissora para se dedicar aos estudos, além de ter assinado um contrato de exclusividade com a plataforma de streaming Netflix para projetos futuros. Por conta disso, foram exibidos os últimos episódios inéditos do programa até o dia 31 de outubro do mesmo ano e a última participação de Maisa no SBT aconteceu na 23.ª edição do Teleton no dia 7 de novembro por ser madrinha digital do evento.O espaço da atração passou a ser ocupado pelo Programa Raul Gil, que voltou para o horário das 14h15 no dia 14 de novembro de 2020.

## Episódios

### 1ª temporada (2019)
| Nº | Data           | Convidados                                           | Carona                                                      | Ref.   |
| -- | -------------- | ---------------------------------------------------- | ----------------------------------------------------------- | ------ |
| 01 | 16 de março    | Fernanda Souza e Matheus Ceará                       | Oscar Filho                                                 | [ 17 ] |
| 02 | 23 de março    | Celso Portiolli e Gretchen                           | —                                                           | [ 18 ] |
| 03 | 30 de março    | Marília Mendonça e Maiara & Maraisa                  | "Narcisa" (Tiago Barnabé)                                   | [ 19 ] |
| 04 | 6 de abril     | Carlinhos Maia e Leo Dias                            | Chris Flores                                                | [ 20 ] |
| 05 | 13 de abril    | Alok, Ronnie Von e Usain Bolt                        | —                                                           | [ 21 ] |
| 06 | 20 de abril    | Christina Rocha e Gustavo Mioto                      | Yudi Tamashiro                                              | [ 22 ] |
| 07 | 27 de abril    | Eliana e Hugo Gloss                                  | —                                                           | [ 23 ] |
| 08 | 4 de maio      | Marlei Cevada, Karol Conka e Aline Borel             | Sangue (Marlei Cevada)                                      | [ 24 ] |
| 09 | 11 de maio     | Anitta e Marcelo Tas                                 | —                                                           | [ 25 ] |
| 10 | 18 de maio     | Raul Gil, Gloria Groove e Helen Ganzarolli           | Helen Ganzarolli                                            | [ 26 ] |
| 11 | 25 de maio     | Xuxa e Larissa Manoela                               | —                                                           | [ 27 ] |
| 12 | 1 de junho     | Pabllo Vittar e Carlos Alberto de Nóbrega            | —                                                           | [ 28 ] |
| 13 | 8 de junho     | Isabella Fiorentino, Otávio Mesquita e Vitor Kley    | Otávio Mesquita                                             |        |
| 14 | 15 de junho    | Lívia Andrade e MC Kekel                             | Os Malandros (A Praça é Nossa)                              |        |
| 15 | 22 de junho    | Giovanna Ewbank e Ana Paula Padrão                   | Carlos Bertolazzi                                           |        |
| 16 | 29 de junho    | Fernanda Paes Leme, João Guilherme e Gabriela Spanic | Matheus Ueta, Fernanda Concon e Nicholas Torres (Carrossel) |        |
| 17 | 6 de julho     | Gracyanne Barbosa e Belo                             | —                                                           |        |
| 18 | 13 de julho    | Priscilla Alcântara e Yudi Tamashiro                 | —                                                           |        |
| 19 | 20 de julho    | Ludmilla e Mariana Xavier                            | Milene Pavorô                                               |        |
| 20 | 27 de julho    | Fábio Porchat e Pedro Cardoso                        | Maurício Meirelles                                          |        |
| 21 | 3 de agosto    | Pedro Bial e Rachel Sheherazade                      | —                                                           |        |
| 22 | 10 de agosto   | Olivier Anquier, Beca Milano e Nadja Haddad          | Nadja Haddad                                                |        |
| 23 | 17 de agosto   | Patrícia Abravanel e Rebeca Abravanel                | —                                                           |        |
| 24 | 24 de agosto   | Tirulipa e Gessica Kayane                            | Alexandre Porpetone                                         |        |
| 25 | 31 de agosto   | Isabela Souza, Sophia Valverde e Igor Jansen         | —                                                           |        |
| 26 | 7 de setembro  | Whindersson Nunes e Kevinho                          | —                                                           |        |
| 27 | 14 de setembro | Lexa e Arlindo Grund                                 | Arlindo Grund                                               |        |
| 28 | 21 de setembro | Leandro Hassum e Maurício Manfrini                   | Maurício Manfrini                                           |        |
| 29 | 28 de setembro | Ratinho, Milene Pavorô e Xaropinho                   | —                                                           |        |
| 30 | 5 de outubro   | Silvia Abravanel e Tiago Abravanel                   | Patati e Patatá                                             |        |
| 31 | 12 de outubro  | Otaviano Costa e Duda Matte                          | —                                                           |        |
| 32 | 19 de outubro  | Flavia Pavanelli, Murilo Cezar e Wanessa Camargo     | —                                                           |        |
| 33 | 2 de novembro  | Thaeme e Thiago, Karina Bacchi                       | —                                                           |        |
| 34 | 9 de novembro  | Felipe Araújo e Pocah                                | —                                                           |        |
| 35 | 16 de novembro | Melim                                                | Diguinho Coruja, Mingau e Juliana                           |        |
| 36 | 23 de novembro | Luan Santana e Wellington Muniz                      | —                                                           |        |
| 37 | 30 de novembro | Preta Gil, Tom Cavalcante e Bruno de Luca            | —                                                           |        |
| 38 | 7 de dezembro  | Simone & Simaria                                     | —                                                           |        |
| 39 | 14 de dezembro | Péricles, Chris Flores e Dilsinho                    | Iran Thieme e Xaropinho                                     |        |
| 40 | 21 de dezembro | Marcos & Belutti e Sabrina Sato                      | —                                                           |        |
| 41 | 28 de dezembro | Luísa Sonza, Giovanna Lancellotti e Vitão            | Supla                                                       |        |

- O programa não foi exibido no dia 26 de outubro de 2019 devido à maratona do Teleton 2019.

### 2ª temporada (2020)
| Nº | Convidados                                                                              | Data           | Ref.   |
| -- | --------------------------------------------------------------------------------------- | -------------- | ------ |
| 01 | Caio Castro e Naiara Azevedo                                                            | 21 de março    | [ 29 ] |
| 02 | Now United, Lucas Lucco e Nicole Bahls                                                  | 28 de março    | [ 30 ] |
| 03 | Joelma e Carlos Bertolazzi                                                              | 04 de abril    | [ 31 ] |
| 04 | Especial de Aniversário da apresentadora titular                                        | 23 de maio     | [ 32 ] |
| 05 | Milene Pavorô, Narcisa (Tiago Barnabé), Lexa, MC Guimê e Preta Gil                      | 13 de junho    | [ 33 ] |
| 06 | Manu Gavassi, Ana Paula Renault e Gleici Damasceno                                      | 20 de junho    | [ 34 ] |
| 07 | Solange Almeida, Giovanna Grigio, Gustavo Mioto, Beca Milano e Marlei Cevada            | 27 de junho    | [ 35 ] |
| 08 | Bianca Andrade (Boca Rosa), Flayslane Raiane, Priscilla Alcântara e David Brazil        | 4 de julho     |        |
| 09 | Jottapê, MC Rebecca,Valesca Popozuda,Mumuzinho, Gabriel Santana e Igor Jansen           | 11 de julho    |        |
| 10 | Flavia Pavanelli , Di Ferrero, Pedro Sampaio , Padre Fabio de Melo e Nicholas Arashiro  | 18 de julho    |        |
| 11 | Thaynara OG, Alok, Pabllo Vittar e Simone Mendes                                        | 25 de julho    |        |
| 12 | Kelly Key, Isabella Fiorentino, Karina Bacchi, Pocah, Cris Poli (Supernanny)            | 1 de agosto    |        |
| 13 | Danilo Gentili, Murilo Couto, Juliana Oliveira e Léo Lins                               | 8 de agosto    | [ 36 ] |
| 14 | Fernanda Concon, Nicholas Torres e Guilherme Seta                                       | 15 de agosto   |        |
| 15 | Giulia Be, Lucas Rangel, GKay, Kevinho e João Doces                                     | 22 de agosto   | [ 37 ] |
| 16 | Katy Perry, Cleo,Any Gabrielly, Luísa Sonza e MC Zaac                                   | 29 de agosto   |        |
| 17 | Fernanda Paes Leme, Giovanna Lancellotti, Alê Paes Leme, Gabi Lancellotti e Jorge Maria | 5 de setembro  | [ 38 ] |
| 18 | Lívia Andrade, Matheus Ceará, Gominho e Wesley Safadão                                  | 12 de setembro |        |
| 19 | João Guilherme Ávila, Zé Felipe, Virgínia Fonseca e Jade Picon                          | 19 de setembro |        |
| 20 | Eliana e Wanessa Camargo                                                                | 26 de setembro |        |
| 21 | Adriane Galisteu, Arlindo Grund e Maurício Meirelles                                    | 03 de outubro  |        |
| 22 | Naiara Azevedo e Celso Portiolli                                                        | 10 de outubro  | [ 39 ] |
| 23 | David Brazil e Valesca Popozuda                                                         | 17 de outubro  | [ 40 ] |
| 24 | Rodrigo Marques, Xand Avião e Chris Flores                                              | 24 de outubro  |        |
| 25 | Edição especial de despedida                                                            | 31 de outubro  | [ 41 ] |

- O quadro Carona deixou de ser exibido a partir desta temporada.

- Entre os dias 11 de abril e 6 de junho, com exceção de 23 de maio, o programa exibiu apenas reprises, em razão de ter suas gravações interrompidas junto com outras atrações do SBT devido as medidas de segurança propostas para a preservação da saúde de funcionários por conta do novo coronavírus.[42][43]O programa voltou a exibir edições inéditas no dia 13 de junho, mas seguindo a recomendação da OMS como equipe reduzida e o uso de monitores simulando uma plateia, assim como demais programas do SBT. Os convidados também participam através de telões.[44]
- A edição de 23 de maio, denominada #Maisa18, foi uma edição comemorativa de aniversário da apresentadora titular. Um compacto da live solidária realizada em sua residência, arrecadando doações para a AACD, com a participação de artistas. As gravações do programa seguiam paralisadas até então.[32]
- A última edição do programa, exibida em 31 de outubro, passou a contar com a presença de várias personalidades da emissora, além de convidados anteriores, relembrando toda a trajetória de Maisa Silva no SBT. A ex-apresentadora e atual diretora do Bom Dia & Cia, Silvia Abravanel, fez uma rápida participação nesse dia.[41]

## Quadros
De acordo com o programa, os quadros são divididos da seguinte forma:Em 2020, com a estreia da 2ªTemporada, houve novos quadros no Programa da Maisa.
- Carona: Maisa entrevista personalidades que a levam para gravar o programa. Geralmente é levado ao ar em alguns episódios, já que desde então, a apresentadora junto com Oscar Filho, protagonizam situações engraçadas com referência ao trabalho do convidado do dia.
- Banho de Sabedoria: Maisa responde comentários da internet e ajuda os convidados a como lidar com os "haters".
- Submaisa: Oscar Filho "mergulha" nos arquivos da TV e revela alguns fatos curiosos dos convidados.
- Jó Ken Pô: Uma disputa super engraçada entre dois cosplayers de personagens famosos das histórias dos quadrinhos.
- Game do Dia: Traz uma disputa entre Maisa e os convidados ao fim do programa.
- Sete Chaves: O primeiro convidado que vir no programa da Maisa, deve responder à algumas questões que, são pedidas pelas Chaves e o convidado precisa responder.
- Maisa em Casa: apresentado durante o período de pausa do programa por conta das medidas preventivas ao novo coronavírus, a apresentadora interage com os convidados e os fãs através de videochamadas antecedendo a edição do dia.

## Internet
- Oscar Filho apresenta dois conteúdos para a internet relacionados a programa.

### Stalkshow
Antes do programa começar na TV, há sempre uma live comandada por Oscar Filho na internet e tem continuidade após o término do programa. Essa "live" recebeu o nome de Stalkshow e recebe sempre um convidado. Em sua estreia, Oscar Filho recebeu o youtuber Lucas Rangel e o programa foi patrocinado pela Coca-Cola.
| Ep. | Convidado      | Data        | Patrocinador   |
| --- | -------------- | ----------- | -------------- |
| 01  | Lucas Rangel   | 30 de março | Coca-Cola      |
| 02  | João Guilherme | 27 de abril | Coca-Cola      |
| 03  | Gusta          | 4 de maio   | Magazine Luiza |

### Pergunte ao Unicórnio
É um quadro de perguntas e respostas apresentado por Oscar Filho veiculado nas redes sociais do programa oferecido pelos mesmos patrocinadores do programa.

## Repercussão

### Da mídia
Segundo Maurício Stycer do portal UOL, a estreia do programa indicou que o SBT se rendeu ao óbvio, sendo um desperdício deixar Maísa apenas fazendo figuração nos programas da casa dando respostas engraçadas ou desaforadas ao apresentador Silvio Santos ou deixá-la confinada nas redes sociais seria um equívoco, já que foi visto potencial. Além disso, a nova atração atendeu as expectativas da emissora, sendo inclusive líder de audiência segundo os dados prévios do IBOPE. O crítico também fez comparações com o extinto Programa Livre, destacando o cenário simples, a ajuda de Oscar Filho e uma platéia repleta de adolescentes. Se tratando de uma estreia, foi visto um nervosismo por parte da apresentadora que em alguns momentos não prestava atenção com o que os convidados falavam, mas que pode ser resolvido com o tempo. O público alvo inclusive foi atingido, que é a família, principalmente pelo horário escolhido, às 14h15. Conforme afirmou, "Descontada a abertura um pouco longa, na qual Oscar Filho leva Maísa para o SBT como se fosse um motorista de Uber, foi um programa leve, bem-humorado, ágil, com inúmeros quadros divertidos, muitas referências ao mundo digital, mas também à velha TV, totalmente centrado na presença iluminada da apresentadora" e "Em meio a Silvio Santos, Raul Gil e Ratinho, e mesmo Eliana e Portiolli, Maísa representa um aceno da emissora para o novo. Assim como Danilo Gentili, ainda que com perfis e alvos muito diferentes, a nova apresentadora ajuda o SBT a dizer que não está parado no tempo. E, tudo indica, lucrando com isso. Nos créditos de abertura, a emissora festejou o apoio de três marcas patrocinadoras".
O editor Henrique Carlos do site Observatório da Televisão, traz o programa como "moderno e necessário para as tardes de sábado". Ele considera Maísa como o maior acerto do SBT em 2019, e que trouxe transparência e leveza para comandar sua atração solo. Além disso, destacou a sua estreia com 3 anos de idade no Programa Raul Gil quando este era exibido na RecordTV em 2005, o fato de ser a mais seguida do mundo no instagram e a sua agilidade para responder perguntas e dar opiniões sobre um assunto sério de forma leve. O cenário do programa é diversificado, colorido e com um ar mais jovem e moderno, além de conter uma banheira rosa e um sofá com diversas cores. Um outro ponto alto segundo a publicação, foi a atuação de Oscar Filho, que serviu como um assistente de palco da apresentadora e as esquetes humoradas e pontuações que ficaram ótimas.
O colunista Gabriel Vaquer do NaTelinha, destacou alguns pontos positivos no programa. O primeiro deles é a boa criatividade da equipe de Maisa, como a abertura em que ela aparece pegando um carro com Oscar Filho e os elogios as esquetes no meio do bate-papo com os convidados. O segundo é a mistura de elementos da casa, como as telenovelas Carrossel onde a apresentadora foi co-protagonista no papel de Valéria Ferreira, Chiquititas onde trouxe referência a Fernanda Souza que interpretou Mili e até mesmo a novela em exibição As Aventuras de Poliana tendo até mesmo a intervenção da protagonista interpretada por Sophia Valverde. O terceiro foi ao cenário, que ficou "bem feito" e "aconchegante", cheio de cores e com uma linguagem moderna. Também traz a apresentadora como uma pessoa cheia de carisma, conduzindo a atração no ponto certo, brincando com os convidados e conseguindo tornar tudo muito natural para todos os públicos. O humor também foi o destaque, principalmente pelo humorista Matheus Ceará ao responder "haters", além do momento em que o Homem Aranha e o Michelangelo de As Tartarugas Ninja se enfrentaram no "Jó Ken Pô". O tom do programa, segundo o colunista, lembra bastante outro extinto programa da emissora, o Casa da Angélica, exibido na década de 1990. Um ponto que ainda dá para melhorar, segundo o mesmo é a edição. Colocar linguagem da Internet foi uma boa ideia, mas houve algumas falhas de continuidade. O grande momento do programa, foi quando Maisa cita o Massacre de Suzano ocorrido no dia 13 de março, faltando exatamente 3 dias para a estreia do programa com uma mensagem de paz para o mundo. Segundo ele, "A jovem mostrou-se relevante sabendo muito bem o seu papel como comunicadora, coisa que muito apresentador não tem ideia. Apresentador não pode ser alheio à realidade, e ela mostrou que não é." Além disso, destaca que o novo programa pode se tornar a nova pedra no sapato da Rede Globo e da RecordTV, devido ao fato do mesmo alcançar a liderança na estreia segundo dados prévios do IBOPE.
O programa foi o primeiro lugar na audiência, além de ter sido o assunto mais comentado nos trending topics do twitter no Brasil e no mundo. Em apenas 24 horas, o programa passou de 1,2 milhões de visualizações na internet.
Devido ao sucesso de anunciantes e audiência, o programa pode se tornar diário em 2020, segundo Fernando Pelegio, diretor do SBT.

### Audiência
| Temporada            | Período                              | Média Geral |
| -------------------- | ------------------------------------ | ----------- |
| 1.ª                  | 16 de março - 28 de dezembro de 2019 | 6,25        |
| 2.ª (primeira parte) | 21 de março - 4 de abril de 2020     | 6,2         |
| 2.ª (segunda parte)  | 13 de junho - 31 de outubro de 2020  | 4,23        |

- Em 2019, um ponto equivale a 73 mil domicílios na Grande São Paulo.[53]
- Em 2020, um ponto equivale a 75 mil domicílios na Grande São Paulo.[54]

Exibido das 14h15 às 15h28, a estréia do programa em 16 de março de 2019 levou o SBT na liderança isolada. Foram 9,5 pontos de média com picos de 10,1 pontos, contra 9,2 da Globo que exibia a reprise de Sai de Baixo e o último episódio da 1ª temporada do Tá Brincando. Já a Record permaneceu em terceiro com 6,6 pontos, exibindo a edição ao vivo do Balanço Geral Especial.
Já seu segundo programa exibido das 14h15 às 15h10, o mesmo amargou a terceira posição representando uma queda de 3 pontos em relação a estreia. De acordo com os dados divulgados, a atração teve 6,4 pontos de media com picos de 7,4 pontos, contra 6,6 da RecordTV. Um dos principais motivos se deve ao fato da transmissão do Amistoso entre Brasil e Panamá exibido na Globo, que foi líder isolado registrando 16.5, tirando grande parte do público vespertino.
O seu terceiro programa obteve 8,1 pontos de media e assumiu o segundo lugar isolado recuperando o público perdido da edição anterior. Além disso, permaneceu na cola da Globo durante toda sua edição com picos de 11 pontos. A RecordTV ficou com o 3º lugar com 4,3 pontos exibindo uma edição gravada do Balanço Geral.
Em cinco edições, o programa obteve uma liderança isolada, duas vice-liderança e dois terceiros lugares, sempre mantendo bons números entre 6 e 7 pontos, com picos de 9 e 10, acirrando ainda mais a disputa nas tardes de sábado, além de ajudar na média do Programa Raul Gil, que viu seus índices crescerem e também passou a impulsionar na média-dia (7h às 0h) de sábado do SBT, aumentando a vantagem contra a Record.
Com o programa especial de aniversário da apresentadora titular exibido em 25 de maio contando com a presença de Xuxa Meneghel e Larissa Manoela, a atração registra sua terceira melhor média desde a estreia. Foram 7,9 pontos, sendo vice-líder isolado. Com onze edições exibidas até esta data, o programa obteve uma liderança isolada, dois terceiro lugar com diferença nos décimos e em oito vezes foi vice-líder, na maioria das vezes isolado.
Em julho, quatro meses após a estreia, o programa se mantém na vice-liderança alcançando uma audiência de mais de 32 milhões de telespectadores. 
Apesar da primeira temporada registrar uma boa audiência e alavancar as tardes do SBT, a segunda temporada passou a sofrer com a queda nos índices patinando entre 3 e 4 pontos, além de perder definitivamente a vice-liderança. A principal razão pela queda foi o excesso de reprises durante as férias entre janeiro e março e nos meses de abril e junho, devido a paralisação geral das produções de entretenimento do SBT e por conta das duras críticas com relação ao seu conteúdo, sendo considerado "repetitivo" pelo público. Sua maior audiência foi no dia 3 de outubro de 2020, justo o dia em que a apresentadora titular anunciou sua saída do SBT. quando registrou 5.2 pontos, mas ficando em terceiro lugar.Já sua menor audiência foi no dia 29 de agosto de 2020 com apenas 2.9 pontos, sendo a sua pior audiência desde a sua estreia em 2019.
O último episódio exibido em 31 de outubro de 2020, com homenagens a apresentadora titular e a despedida de todo o elenco do programa bateu recorde com 6.2 pontos. Porém, fechou em terceiro lugar contra 6.5 da RecordTV, que exibia a reprise do quadro A Hora da Venenosa no Balanço Geral - Edição de Sábado e o Cine Aventura com o filme O Tigre e o Dragão.

## Prêmios e indicações
| Ano  | Prêmio                  | Categoria                               | Resultado | Ref.   |
| ---- | ----------------------- | --------------------------------------- | --------- | ------ |
| 2019 | Meus Prêmios Nick       | Programa de TV Favorito                 | Venceu    | [ 67 ] |
| 2019 | Prêmio Jovem Brasileiro | Melhor Programa                         | Venceu    | [ 68 ] |
| 2019 | Prêmio Contigo! Online  | Melhor Programa Infantojuvenil          | Venceu    | [ 69 ] |
| 2020 | Prêmio F5               | Melhor Programa de Variedades           | Venceu    | [ 70 ] |
| 2020 | Prêmio F5               | Programa de TV que deixará mais saudade | Indicado  | [ 70 ] |
| 2020 | Prêmio Jovem Brasileiro | Melhor Programa                         | Venceu    | [ 71 ] |
| 2020 | Prêmio Contigo! Online  | Melhor Programa Infantojuvenil          | Venceu    | [ 72 ] |